# レクサス・LF-Ch
レクサス・LF-Ch（エルエフシーエイチ）とは、トヨタ自動車が、2009年フランクフルトモーターショーにて初公開したレクサス初のコンパクトカーのコンセプトカーである。

## 概要
レクサスのデザインフィロソフィーである「L-finnese」に沿い、洗練された中にも力強さを併せ持つスタイルとされ、シャープな意匠のヘッドランプ、逆台形グリル、L字形のリアコンビランプなどで、レクサス車に共通のアピアランスを表現している。Bピラーをブラックアウトし、リアドアのアウターハンドルをウインドウガーニッシュ立ち上がり部に埋め込み、アルファロメオの車(147等)によく見られる2ドアに見せる処理が採られている。
インテリアでは、RX、HSに続きリモートタッチが採用され、表示系もそれらと同様、左側にエネルギーメーター、右側にスピードメーターという配置となっている。レクサスを含め、トヨタのハイブリッドカーとして、初のパドルシフトが採用されている。
レクサスは2010年のジュネーブショーにLF-Chの正式市販車にあたるCT200hを初公開すると発表した。